# Viktória Mohácsi
Viktória Mohácsi (nacida el 1 de abril de 1975 en Berettyóújfalu) es una política húngara de etnia romaní(gitana), miembro del Parlamento Europeo (otra miembro de etnia romaní es Lívia Járóka) para la Alianza de los Demócratas Libres, que forma parte del Partido Europeo Liberal Demócrata Reformista). Sustituye a su colega de partido, Gábor Demszky, el 29 de octubre de 2004.